# Hige o Soru. Soshite Joshi Kōsei o Hirou.
Hige o Soru. Soshite Joshi Kōsei o Hirou. (ひげを剃る。そして女子高生を拾う。), abgekürzt Higehiro, ist eine Romanreihe von Shimesaba, die seit 2017 auf der User-Generated-Content-Plattform Kakuyomu des Verlages Kadokawa Shoten als Web-Roman erscheint und mehrere Umsetzungen erhielt. Das Werk ist in den Gattungen Drama, Slice of Life und Romantische Komödie einzuordnen.
Von 2018 bis 2021 erschien eine Umsetzung als Light-Novel-Reihe, die mit fünf Bänden abgeschlossen ist. Zudem erscheinen seit 2018 bzw. 2021 zwei Manga-Umsetzungen, allesamt bei Kadokawa. Im Dezember 2019 wurde die Produktion einer Anime-Fernsehserie angekündigt.
Der Roman folgt dem 26-jährigen Büroangestellten Yoshida, der nach einer Abfuhr seiner ersten großen Liebe, im angeheiterten Zustand auf dem Nachhauseweg eine ausgerissene Oberschülerin aufgabelt und bei sich im Apartment wohnen lässt.

## Handlung
Der 26-jährige Yoshida arbeitet als Geschäftsmann in einem Informatik-Unternehmen und ist seit fünf Jahren in seine Vorgesetzte Airi Gotō verliebt. Als diese ihm bei einem gemeinsamen Abendessen eine Abfuhr erteilt, spült er gemeinsam mit seinem besten Freund Hashimoto, welcher ebenfalls ein Mitarbeiter Yoshidas ist, seinen Frust mit Alkohol herunter. Als er auf dem Nachhauseweg im angeheiterten Zustand eine einsame Oberschülerin neben einem Laternenpfahl sitzen sieht, nimmt dieser sie zu sich in sein Apartment.
Er erzählt dem unbekannten Mädchen, dass er von seiner großen Liebe abserviert wurde und schläft alsbald darauf ein. Am darauffolgenden Morgen erschrickt er aufgrund der Anwesenheit der Schülerin, da er sich nur schwer an die Geschehnisse erinnern kann. Es offenbart sich, dass das Mädchen Sayu Ogiwara heißt, ursprünglich in Asahikawa auf Hokkaidō lebte, dort eine Oberschule besuchte und vor einem längeren Zeitraum von zu Hause ausgerissen ist. Bevor sie bei Yoshida Zuflucht finden konnte, kam sie bei mehreren Männern unter mit denen sie schlief, um bei ihnen bleiben zu dürfen. Jedoch wurde sie jedes Mal nach kurzer Zeit von diesen wieder auf die Straße gesetzt. Yoshida verspricht, Sayu bei sich wohnen zu lassen wenn sie ihn bei der Hausarbeit unterstützt und nicht versucht, mit ihm zu flirten.

## Charaktere
Yoshida (吉田)
Ein 26-jähriger Geschäftsmann mit schwarzen Haaren, braunen Augen und schlanker Statur. Er lebte die meiste Zeit seines bisherigen Lebens alleine und wurde dadurch zu einer sehr unabhängigen Persönlichkeit. Er ist ein äußerst hilfsbereiter, verlässlicher Angestellter und ist sehr engagiert in seiner Arbeit, was sich darin zeigt, dass er täglich nach Feierabend Überstunden schiebt und seinen Mitarbeitern bei ihrer Arbeit unter die Arme greift. Er ist in seine Vorgesetzte Airi Gotō verliebt, wird aber von ihr abgewiesen.
Sayu Ogiwara (荻原 沙優, Ogiwara Sayu)
Eine Oberschülerin aus Hokkaidō, die von zu Hause ausgerissen ist, Unterschlupf bei verschiedenen Männern suchte und dadurch ihre Jungfräulichkeit verlor. Sie trifft auf den angetrunkenen Yoshida, welcher sie bei sich aufnimmt. Sie darf für eine gewisse Zeit bei ihm leben. Sayu beginnt später, in einem Konbini in Tokio zu arbeiten.
Airi Gotō (後藤 愛依梨, Gotō Airi)
Yoshidas Vorgesetzte im Informatik-Unternehmen und dessen erste Liebe. Sie hat seidig braunes Haar, dass entweder gebunden oder geflochten ist, braune Augen und besitzt ein Muttermal unter ihrem linken Auge.
Yuzuha Mishima (三島 柚葉, Mishima Yuzuha)
Yoshidas Mentee, die insgeheim romantische Gefühle für ihn hegt. Sie ist entspannt, bleibt auch bei Annähern der Deadlines locker und unbeeindruckt. Auch wenn sie in der Lage ist, ihre Arbeit effizient auszuführen, zieht sie es vor, sich nicht zu sehr in die Arbeit hineinzusteigern, da sie glaubt, dass dies über kurz oder lang tödlich ausgehen kann. Stattdessen nutzt sie die Bevormundung ihrer Vorgesetzten zu ihrem eigenen Vorteil aus.
Hashimoto (橋本)
Yoshidas Mitarbeiter und bester Freund. Er ist von schlanker Statur, mit schwarzem Haar und braunen Augen. Er trägt eine Brille. Hashimoto kommt mit jeden in der Firma klar, steigert sich im Gegensatz zu Yoshida aber nicht in seine Arbeit hinein. Er ist lustig und mag es, Yoshida aufzuziehen.
Asami Yūki (結城 あさみ, Yūki Asami)
Eine Oberschülerin und Sayus beste Freundin. Sie arbeitet mit ihr im selben Konbini in Tokio.

## Medien

### Web-Roman und Light Novel
Autor Shimesaba startete Higehiro am 8. März 2017 auf der User-Generated-Content-Plattform Kakuyomu des Medienverlages Kadokawa Shoten. Am 1. Februar 2018 erschien der erste Band der Light Novel in physischer Form im Kadokawa Sneaker Bunko. Für die Zeichnungen der physisch vertriebenen Light Novels stammen aus der Feder von booota. Am 6. April 2021 wurde angekündigt, dass die Light-Novel-Reihe mit der Veröffentlichung der fünften Ausgabe am 1. Juni gleichen Jahres abgeschlossen sein wird.
| Band | Veröffentlichung (Japan) | ISBN (Japan)            |
| ---- | ------------------------ | ----------------------- |
| 1    | 1. Feb. 2018             | ISBN 978-4-04-106475-7. |
| 2    | 1. Juni 2018             | ISBN 978-4-04-107084-0. |
| 3    | 1. Jan. 2019             | ISBN 978-4-04-107085-7. |
| 4    | 1. Aug. 2020             | ISBN 978-4-04-108260-7. |
| 5    | 1. Juni 2021             | ISBN 978-4-04-108262-1. |

Im November 2021 wurde ein Roman-Ableger angekündigt, welcher im Dezember gleichen Jahres in Japan erscheint und sich auf Yuzuha Mishimi fokussiert. Ein weiterer zweiteiliger Romanableger erscheint unter dem Titel Hige wo Soru. Soshite Joshikousei wo Hirou: Another Side Story – Airi Gotou., dessen erster Roman am 28. April 2022 erscheint. Dabei setzt dieser Ableger die Hauptgeschichte fort.

### Manga
Higehiro erfuhr mehrere Umsetzungen als Manga. Die erste Manga-Adaption von Shimesaba mit Zeichnungen von Imaru Adachi startete 26. November 2018 im Magazin Monthly Shōnen Ace des Verlages Kadokawa und brachte bis zum 26. August 2021 sechs Bände hervor. Der US-amerikanische Verlag One Peace Books sicherte sich die Lizenz für eine Herausgabe des Mangas ab Oktober 2021 in englischer Sprache außerhalb Japans.
| Band | Veröffentlichung (Japan) | ISBN (Japan)           |
| ---- | ------------------------ | ---------------------- |
| 1    | 25. Mai 2019             | ISBN 978-4-04-108351-2 |
| 2    | 26. Okt. 2019            | ISBN 978-4-04-108857-9 |
| 3    | 26. Mai 2020             | ISBN 978-4-04-109452-5 |
| 4    | 26. Nov. 2020            | ISBN 978-4-04-109453-2 |
| 5    | 26. März 2021            | ISBN 978-4-04-111204-5 |
| 6    | 26. Aug. 2021            | ISBN 978-4-04-111707-1 |
| 7    | 25. Feb. 2022            | ISBN 978-4-04-111708-8 |

Ein zweiter Ableger erscheint seit dem 5. März 2021 unter dem Titel Hige o Soru. Soshite Joshi Kōsei o Hirou. Each Stories im Magazin Shōnen Ace Plus.

### Anime-Fernsehserie
Am 26. Dezember 2019 wurde im Kadokawa Sneaker Bunko die Produktion einer Anime-Fernsehserie bekanntgegeben.
Die Serie entstand unter der Produktion Dream Shift im Animationsstudio Project No. 9 unter der Regie von Manabu Kamikita basierend auf ein von Deko Akao erdachtes Drehbuch. Takayuki Noguch entwarf das Charakterdesign während Tomori Kikuya die Musik zur Serie komponierte. Die Idol-Gruppe Dialogue+ sang mit Omoide Shiritori das Lied im Vorspann; das Abspannstück Plastic Smile wurde von Kaori Ishihara interpretiert.
Die dreizehn Episoden umfassende Anime startete am 5. April 2021 im japanischen Fernsehen, wo er auf AT-X, Tokyo MX und BS11 gezeigt wird. Crunchyroll sicherte sich die Lizenz für eine Ausstrahlung der Serie im Simulcast außerhalb Japans, unter anderem auch für den deutschsprachigen Raum, wo die Serie zusätzlich auf Anime on Demand gezeigt wird. Muse Communications indes zeigt die Anime-Fernsehserie in Südost- und Südasien.
Im Dezember 2022 kündigte Crunchyroll Home Entertainment (ehemals Kazé Anime) an, Higehiro im Sommer 2023 auf Blu-ray und DVD in deutscher Sprache und im Originalton mit deutschen Untertiteln zu veröffentlichen.
| Rolle          | Japanische Stimme (Seiyū) |
| -------------- | ------------------------- |
| Yoshida        | Kazuyuki Okitsu           |
| Sayu Ogiwara   | Kana Ichinose             |
| Airi Gotō      | Hisako Kanemoto           |
| Yuzuha Mishima | Kaori Ishihara            |
| Hashimoto      | Yūsuke Kobayashi          |
| Asami Yūki     | Natsumi Kawaida           |

## Rezension
Die Light-Novel-Reihe verkaufte sich bis zur Ankündigung der Produktion einer Anime-Fernsehserie rund 400.000 mal in Japan. Im Jahr 2019 rangierte der Roman auf dem vierten Platz der Bestenliste Kono Light Novel ga Sugoi! des Verlages Takarajimasha in der Kategorie Bunkobon.
Die erste Episode der Anime-Fernsehserie erhielt von diversen Kritikern der Nachrichtenplattform Anime News Network gemischte bis positive Besprechungen.
In einem Bericht der Broadcasting Ethics & Program Improvement Organization, welche sich auf die Prüfung von Fernsehinhalten in Japan spezialisiert hat, gingen Beschwerden gegen die Anime-Fernsehserie ein. Grund der Beschwerde ist die Ausgangssituation der Geschichte, die laut Beschwerdeführer als Entführung Minderjähriger betrachtet werden kann. Shimebasa, der Autor der Vorlage zur Animeserie schrieb, dass HigeHiro durchaus eine Geschichte über kriminelle Handlungen sei, und merkte zudem in Richtung der Personen, die das Werk als reine Fiktion verteidigten an, dass man derartige Werke nicht auf die leichte Schulter nehmen dürfe. Insbesondere wandte er sich gegen Männer, die ihrer Hoffnung Ausdruck verliehen, auch einmal in eine solche Situation zu geraten. Dennoch müsse zwischen Realität und Fiktion unterschieden werden, wobei er seiner Hoffnung Ausdruck verlieh, dass die Konsumenten den Unterschied mehrheitlich verstehen würden.